# بيل أليسون (لاعب كرة قاعدة)
بيل أليسون (بالإنجليزية: Bill Allison)‏ هو لاعب كرة قاعدة أمريكي، ولد في 1850 في نيويورك في الولايات المتحدة، وتوفي في 25 يناير 1887 في بروكلين في الولايات المتحدة.

## وصلات خارجية
- بيل أليسون على موقعبيزبول رفرنس.كوم (الدوري الرئيسي) (الإنجليزية)